# Liste der Monuments historiques in Cormontreuil
Die Liste der Monuments historiques in Cormontreuil führt die Monuments historiques in der französischen Gemeinde Cormontreuil auf.

## Liste der Immobilien
| Bezeichnung | Beschreibung                                     | Standort             | Kennzeichnung | Schutzstatus | Datum | Bild           |
| ----------- | ------------------------------------------------ | -------------------- | ------------- | ------------ | ----- | -------------- |
| Wohnhaus    | herrschaftliches Anwesen, um 1670; mit Hofportal | 3 rue Pasteur (Lage) | PA00132587    | Inscrit      | 1994  | weitere Bilder |

## Liste der Objekte
| Bezeichnung                        | Beschreibung                                                                | Standort                      | Kennzeichnung | Schutzstatus | Datum | Bild |
| ---------------------------------- | --------------------------------------------------------------------------- | ----------------------------- | ------------- | ------------ | ----- | ---- |
| Gemälde Kreuzigung                 | Ölfarbe auf Holz, 17. Jahrhundert                                           | in der Kirche St-André (Lage) | PM51002006    | Inscrit      | 1989  |      |
| Skulptur Heiliger Andreas          | Stein, 15. Jahrhundert                                                      | in der Kirche St-André (Lage) | PM51000312    | Classé       | 1905  |      |
| Skulptur Heiliger Hubertus         | Stein, 16. Jahrhundert                                                      | in der Kirche St-André (Lage) | PM51000313    | Classé       | 1905  |      |
| Taufbecken                         | Stein, 16. Jahrhundert                                                      | in der Kirche St-André (Lage) | PM51002005    | Inscrit      | 1989  |      |
| Grenzstein der Abtei Saint-Nicaise | Stein, 18. Jahrhundert                                                      | in der Kirche St-André (Lage) | PM51002010    | Inscrit      | 1989  |      |
| Gemälde Heiliger Andreas           | Ölfarbe auf Leinwand, um 1779 von Nicolas Perceval                          | in der Kirche St-André (Lage) | PM51000314    | Classé       | 1908  |      |
| Pietà                              | Stein, 16. Jahrhundert                                                      | in der Kirche St-André (Lage) | PM51002004    | Inscrit      | 1989  |      |
| Kommuniontisch                     | Schmiedeeisen, 18. Jahrhundert                                              | in der Kirche St-André (Lage) | PM51002007    | Inscrit      | 1989  |      |
| Skulptur Sitzende Madonna mit Kind | Stein, 15. Jahrhundert                                                      | in der Kirche St-André (Lage) | PM51000311    | Classé       | 1905  |      |
| Linker Seitenaltar                 | Altartisch und Retabel; Holz, farbig gefasst und vergoldet, 18. Jahrhundert | in der Kirche St-André (Lage) | PM51002008    | Inscrit      | 1989  |      |
| Zwei Kredenzen                     | Holz, Marmor, 18. Jahrhundert                                               | in der Kirche St-André (Lage) | PM51002009    | Inscrit      | 1989  |      |